# Спинола, Джованни Баттиста
Джованни Баттиста Спинола (итал. Giovanni Battista Spinola; 6 июля 1681, Болонья, Папская область — 20 августа 1752, Монтефьясконе, Папская область) — итальянский куриальный кардинал. Секретарь Священной Конгрегации Священной Консульты с 17 сентября 1724 по 17 июля 1730. Губернатор Рима и вице-камерленго Святой Римской Церкви с 30 мая 1728 по 30 сентября 1733. Префект Священной Конгрегации церковного иммунитета с 15 июня 1741 по 20 августа 1752. Камерленго Священной Коллегии кардиналов с 17 января 1746 по 10 апреля 1747. 
Кардинал-дьякон с 28 сентября 1733, с титулярной диаконией Сан-Чезарео-ин-Палатио со 2 декабря 1733 по 23 сентября 1743. Кардинал-священник с титулом церкви Санта-Мария-дельи-Анджели-э-деи-Мартири с 23 сентября 1743 по 15 ноября 1751. Кардинал-епископ Альбано с 15 ноября 1751 по 20 августа 1752.